# إيرل كانافان
إيرل كانافان (بالإنجليزية: Earle Canavan)‏ هو مهندس أمريكي، ولد في 5 ديسمبر 1937 في بورتاداون ‏ في المملكة المتحدة، وتوفي في 9 فبراير 2016.